# Mesotaenium
Mesotaenium — рід мікроскопічних водоростей з родини Mesotaeniaceae відділу харофітів (Charophyta). Ростуть на вологій поверхні каменів та на вологому ґрунті у помірному кліматичному поясі Європи.

## Види
- Mesotaenium caldariorum (Lagerheim) Hansgirg
- Mesotaenium chlamydosporum de Bary
- Mesotaenium degreyi W.B.Turner
- Mesotaenium endlicherianum Nägeli
- Mesotaenium fusisporum (P.L.Crouan & H.M.Crouan) De Toni
- Mesotaenium kramstae Lemmerm., 1896
- Mesotaenium macrococcum (Kütz. ex Kütz.) J.Roy & Bisset
- Mesotaenium minimum J.A.Cushman, 1906
- Mesotaenium mirificum W.Archer
- Mesotaenium obscurum Lagerh.